# A Guerra do Fim do Mundo
A Guerra do Fim do Mundo é um livro publicado em 1981 de autoria do peruano Mario Vargas Llosa. Este romance narra a história da Guerra de Canudos, mesclando personagens reais e fictícios.
Antônio Conselheiro, líder do levante, fundamentalista religioso, é descrito com base em elementos retirados do clássico brasileiro "Os Sertões", de Euclides da Cunha.
Mario Vargas Llosa passou vários meses no sertão de Canudos, procurando inspiração e escrevendo os primeiros rascunhos do romance. Inspirado nos fatos históricos da Guerra de Canudos e contendo uma riqueza de detalhes sobre a vida do sertão baiano, o livro não deve, porém, ser confundido com uma fonte histórica. Tanto a história quanto os personagens foram ficcionalizados.